# Зелёный колобус
Зелёный колобус, или зелёный оливковый колобус, или зелёная гвереца, или бенеденов толстотел, или зелёный толстотел (лат. Procolobus verus) — вид обезьян семейства мартышковых отряда приматов. Это самый мелкий из всех колобусов, его трудно наблюдать в дикой природе из-за маскировочной окраски и скрытного образа жизни. Зелёные колобусы обитают в дождевых лесах Западной Африки от юга Сьерра-Леоне до Нигерии. Популяция может быть уязвима ввиду разрушения среды обитания и охоты. Несмотря на то, что большая часть ареала этих животных затронута деятельностью человека, они способны выживать в небольших фрагментированных участках леса.

## Описание
Небольшие приматы со средним весом 4,6 кг для самцов и 4,1 кг для самок. Шерсть коричневато-зелёная, волоски жёлто-зелёные у корней и становятся темнее к кончикам. Брюхо более светлое, шерсть на морде жёсткая и тёмная. Их расцветка позволяет им оставаться незамеченными среди листвы. Большой палец на передних конечностях практически полностью редуцирован, на задних конечностях присутствует. Пальцы длинные.

### Рацион
Встречаются в подлеске, пальмовых лесах и у воды. В рационе в основном листья, хотя также едят фрукты и семена. Предпочитают молодые листья и ростки.

## Поведение
Очень скрытное животное. Образует группы со сложной социальной структурой. В группе несколько взрослых самцов и самок, а также их потомство. Хотя их группы небольшие, их часто можно встретить вместе с другими мартышковыми, особенно вместе с мартышкой диана. Было высказано предположение, что при помощи такого соседства зелёные колобусы защищаются от хищников.

## Статус популяции
Зелёные колобусы очень чувствительны к разрушению среды обитания. Во многих африканских странах приняты меры по защите этих приматов. Однако, несмотря на эти меры, зелёные колобусы всё ещё становятся жертвами нелегальной охоты.